# Brylluppet mellem prinsesse Margrethe til Danmark, Tronfølgeren og Henri de Laborde de Monpezat
Brylluppet mellem prinsesse Margrethe til Danmark og Henri de Laborde de Monpezat fandt sted den 10. juni 1967 i Holmens Kirke.

## Baggrund
Prinsesse Margrethe mødte Henri Marie Jean André greve de Laborde de Monpezat, fransk diplomat, til et middagsselskab på den franske ambassade i London i foråret 1965 under prinsessens studieophold i London. De mødtes flere gange i de følgende uger i festligt lag rundt om i London, dog aldrig på tomandshånd. I 1966 mødtes de igen ved en fælles venindes bryllup i Skotland, hvor prinsessen og de Laborde efterfølgende indledte et hemmeligholdt forhold. Parret tilbragte dagene efter brylluppet sammen i London, inden prinsessen rejste hjem til Danmark. Parret sendte efterfølgende breve til hinanden gennem prinsessens hofdame, Wava Armfelt.

## Frieri og forlovelse
Parret annoncerede deres forlovelse den 4. oktober 1966, hvilket grundet en hemmeligholdelse af deres forhold, kom som en overraskelse for offentligheden. Henri de Laborde havde friet til prinsessen kort efter Sankthans i Armfelts lejlighed i Indre København i sommeren 1966. De Laborde havde friet med en ring bestående af to store firkantede diamanter. Prinsesse Margrethe spurgte efterfølgende sin far, Frederik 9. om lov til indgå ægteskabet med de Laborde, hvilket han gav sin velsignelse til.

Laborde flyttede til Danmark i maj 1967, kort før brylluppet.
Parrets forlovelse blev annonceret den 4. oktober 1966, og den følgende dag, den 5. oktober 1966 blev forlovelsen officielt, da parret viste sig på balkonen på Amalienborg.

## Vielsen
Vielsen mellem brudeparret fandt sted den 10. juni 1967 i Holmens Kirke i København. Parret blev viet af kongelig konfessionarius og biskop Erik Jensen.
Bagefter indgåelsen af ægteskabet blev parret kørt til Amalienborg i en åben karet. Her viste de sig frem på balkonen, hvor flere tusinde mennesker hyldede dem, og ægteskabet blev markeret af 42 kanonskud.

## Bryllupsfesten
Bryllupsfesten blev holdt i pavillon i haven på Fredensborg Slot, hvor 400 gæster deltog. Den nu prins Henrik holdt en tale, hvor han udtalte, at hans nye hustru var den "smukkeste udsmykning" i den "blomstrende have", som er Danmark. Dette blev nævnt under hans begravelse, da han anmodede om, at blomsterarrangementer i Christiansborg Slotskapel skulle indrettes som en blomstrende have.

## Gæster
I brylluppet deltog medlemmer af parrets familier, udenlandske kongefamilier samt danske og franske dignitarer. Brudens søster og svoger, dronning Anne-Marie og kong Konstantin II af Grækenland, var især fraværende på grund af politisk ustabilitet i deres land efter et statskup den 21. april 1967. Dronning Ingrid placerede billeder af det græske kongepar omkring Fredensborg Slot under receptionen for at sikre, at deres fravær blev mærket.
Bemærkelsesværdige gæster inkluderet:

### Pårørende til bruden
Danske kongefamilie
- Kongen og Dronningen af Danmark, brudens forældre
  - Prinsesse Benedikte af Danmark og arveprinsen af Sayn-Wittgenstein-Berleburg, brudens søster og hendes forlovede

## Film
Brylluppet og begivenhederne i anledning af dette blev dokumenteret i Ole Roos' film Prinsesse Margrethes bryllup fra 1967.